# Salter Grain
Der Salter Grain ist ein Wasserlauf in Dumfries and Galloway, Schottland. Er entsteht nördlich des Pike Fell und fließt in westlicher Richtung bis zu seiner Mündung in den Unthank Burn.